# Verrucospora
Verrucospora là một chi nấm trong họ Agaricaceae.